# Stadsgrundet
Stadsgrundet är en ö i Finland. Den ligger i Bottenviken och i kommunen Nykarleby i den ekonomiska regionen  Jakobstadsregionen i landskapet Österbotten, i den västra delen av landet. Ön ligger omkring 62 kilometer nordöst om Vasa och omkring 400 kilometer norr om Helsingfors.
Öns area är 2 hektar och dess största längd är 290 meter i nord-sydlig riktning.